# Batolite di Donegal
Il batolite di Donegal è una imponente intrusione di roccia magmatica granitica risalente al Devoniano, che affiora nella Contea di Donegal, in Irlanda.
Consiste di almeno otto plutoni differenti, il più importante dei quali è il "Main Donegal Granite". L'intrusione del batolite avvenne verso la fine dell'orogenesi caledoniana, circa 400 milioni di anni fa.

## Estensione e geometria
Il batolite di Donegal si estende per circa 75 km in direzione sudovest-nordest, partendo appena a ovest della cittadina di Ardara e terminando all'estremità della penisola di Farad.
L'estensione in direzione nordovest-sudest è più difficile da determinare, perché buona parte dei plutoni di Thorr e Farad si trovano al largo della costa.

## Formazione
Il batolite di Donegal si formò all'inizio del Devoniano, in corrispondenza della fine dell'orogenesi caledoniana, tra 418 e 397 milioni di anni fa. Si ritiene che l'intrusione sia avvenuta lungo una zona di fagliazione sinistrorsa con direzione sudovest-nordest. Si pensa che lo spazio necessario a permettere un'intrusione di magma granitico di tali dimensioni all'interno della crosta terrestre, sia il risultato di un movimento lungo la zona di fagliazione combinato con la riattivazione di una importante subduzione di una porzione di placca con fagliazione in direzione sud-sudovest/nord-nordest, che correva approssimativamente attraverso il centro dei plutoni di Ardara, Trawenagh Bay, Rosses e Thorr.
La chimica e l'età dei graniti suggerisce che essi non siano collegati alla subduzione. Si ritiene infatti che la subduzione sia cessata alla fine del Siluriano (~419 milioni di anni fa) e non c'è evidenza di un significativo coinvolgimento di basalto delle dorsali oceaniche o di una provenienza dall'astenosfera per i fusi granitici. La frammentazione della porzione di placca subducente successiva alla fine del processo subduttivo, porterebbe a una risalita dell'astenosfera con una conseguente fusione della litosfera soprastante e la produzione di magma lamprofirici, iniettati al di sotto della crosta. 
I magma granitici possono derivare sia da una parziale fusione del sottostante strato porfirico che dalla differenziazione dei magma porfirici. Un'ulteriore risalita porterebbe ad un aumento del grado di fusione all'interno della crosta, contribuendo alla diminuzione della componente del mantello nei fusi granitici. Questo è in accordo con un generale cambiamento nel tempo da maggiore basicità a maggiore acidità osservata nei plutoni e alla riduzione del contenuto di bario e stronzio.

## Plutoni
Il batolite è composto da almeno otto distinti plutoni granitici:
- Main Donegal Granite

- Trawenagh Bay

- Thorr

- Ardara

- Rosses

- Barnesmore

- Fanad

- Toories